# Balsana obscurata
Balsana obscurata är en insektsart som först beskrevs av Charles Jean-Baptiste Amyot och Jean Guillaume Audinet Serville 1843.  Balsana obscurata ingår i släktet Balsana och familjen spottstritar. Inga underarter finns listade i Catalogue of Life.